# Хвостюшок в'язовий
Хвостюшок в'язовий (Satyrium w-album) — вид денних метеликів родини Синявцеві (Lycaenidae).

## Поширення
Вид поширений в Європі та Північній Азії від Північної Іспанії до Японії. В Україні поширений спорадично по всій території, рідкісний у лісовій зоні.

## Опис
Довжина переднього крила самців — 15-16 мм, самок — 15-17 мм; розмах крил — 24-35 мм. Крила зверху одноколірні темно-кориричневі, з ниткоподібним хвостиком на задніх крилах. Задні крила знизу коричнево-сірі з білою постдискальною лінією, зігнутою у формі літери «W» з гострими кутами, і з рудою субмаргінальною смужкою, облямованою з внутрішньої сторони чорними дужками. Самці з андроконіальними полями на передніх крилах.

## Спосіб життя
Метелики літають з середини червня до початку серпня. Тіньолюбний вид. Метелики переважно триматися в кронах дерев і чагарників, і лише зрідка спускаються донизу для харчування на квітах. Самиці відкладають яйця по одному, рідше по два яйця на гілки кормових рослин біля основи бруньок: вільха, ясен, жимолость, яблуня, слива, терен, груша звичайна, дуб, жостір проносний, липа, в'яз, калина звичайна. Зимує яйце з розвиненою гусеницею. Гусениця зеленого кольору, зі світло-коричневою головою. Стадія гусениці з середини квітня до середини червня. Молоді гусениці поїдають бруньки, потім переходячи на молоде листя; харчуються вночі. Оляльковується на нижній поверхні листя або гілочках кормових рослинах. Стадія лялечки 13-22 дні.